# Нандо де Коло
Нандо де Коло (фр. Nando De Colo; 23. јун 1987) је француски кошаркаш. Игра на позицији бека, а тренутно наступа за Асвел.

## Клупска каријера
Де Коло је дебитовао као сениорски кошаркаш у дресу Шолеа током сезоне 2006/07. Три сезоне је наступао за њих и за то време је освојио један Куп „Недеља асова“ 2008. године, када је и проглашен МВП-јем тог такмичења.
Одабран је као 53. пик НБА драфта 2009. од стране Сан Антонио спарса. Ипак није одмах отишао у НБА, већ је потписао за шпанску Валенсију. Са њима је освојио Еврокуп 2010. године, и уврштен је идеалну поставу такмичења.
У јулу 2012. је напустио Валенсију због жеље да заигра у НБА. Дана 13. јула 2012. је званично потписао двогодишњи уговор са Сан Антонио спарсима. Током свог играња у Спарсима више пута је слат у развојну лигу где је играо за Остин торосе.
У фебруару 2014. је трејдован у Торонто репторсе, у којима је остао до краја сезоне.
Де Коло се 9. јула 2014. године вратио у европску кошарку, потписавши двогодишњи уговор са московским ЦСКА уз опцију продужења уговора и на трећу сезону. У јануару 2015. је ушао у историју Евролиге са највише постигнутих поена на једној утакмици без промашаја, убацивши 28 поена за ЦСКА на утакмици против Уникахе. У сезони 2015/16. ЦСКА је освојио Евролигу, а Де Коло је проглашен за најбољег стрелца и најкориснијег играча Евролиге. У јуну 2016. године је потписао нови трогодишњи уговор са ЦСКА. Де Коло је са екипом ЦСКА поново освојио Евролигу 2019. године. Такође је током свог боравка у клубу освојио и пет титула у ВТБ јунајтед лиги. Напустио је тим из Москве у јуну 2019. године. За пет сезона у екипи ЦСКА, укупно је одиграо 292 утакмице на којима је бележио просечно 16,4 поена, 2,9 скока и 3,9 асистенција по мечу.
У јулу 2019. је потписао двогодишњи уговор са Фенербахчеом. Провео је наредне три сезоне у Фенербахчеу и током тог периода је освојио један Куп (2020) и једну титулу првака Турске (2022). У јуну 2022. је потписао за Асвел.

## Репрезентација
Редован је члан репрезентације Француске од 2009. године. Са Француском је освојио златну медаљу на Европском првенству 2013, док је по два пута био освајач сребрне (Европско првенство 2011, Олимпијске игре 2020) и бронзане медаље (Европско првенство 2015, Светско првенство 2019).

## Успеси

### Клупски
- Шоле:
  - Куп „Недеља асова“ (1): 2008.
- Валенсија:
  - Еврокуп (1): 2009/10.
- ЦСКА Москва:
  - Евролига (2): 2015/16, 2018/19.
  - ВТБ јунајтед лига (5): 2014/15, 2015/16, 2016/17, 2017/18, 2018/19.
- Фенербахче:
  - Првенство Турске (1): 2021/22.
  - Куп Турске (1): 2020.

### Репрезентативни
- Европско првенство:
  -  2013.
  -  2011.
  -  2015.

- Светско првенство:
  -  2019.

- Олимпијске игре: 
  -  2020, 2024.

### Појединачни
- Идеални тим Евролиге — деценија 2010—2020
- Најкориснији играч Фајнал фора Евролиге (1): 2015/16.
- Најкориснији играч Евролиге (1): 2015/16.
- Најбољи стрелац Евролиге (1): 2015/16.
- Идеални тим Евролиге — прва постава (3): 2015/16, 2016/17, 2017/18.
- Идеални тим Евролиге — друга постава (2): 2014/15, 2018/19.
- Идеални тим Еврокупа — прва постава (1): 2009/10.
- Најкориснији играч ВТБ јунајтед лиге (3): 2014/15, 2015/16, 2017/18.
- Најкориснији играч доигравања ВТБ јунајтед лиге (1): 2016/17.
- Најкориснији играч Купа „Недеља асова“ (1): 2008.
- Најкориснији играч Ол-стар утакмице Француске (1): 2008.

### Статистика у репрезентацији
| Такмичење | Одиграних утакмица | Поени просечно | Скокови просечно | Асистенције просечно |
| --------- | ------------------ | -------------- | ---------------- | -------------------- |
| ЕП 2009.  | 9                  | 7,3            | 1,9              | 1,2                  |
| СП 2010.  | 6                  | 8,8            | 1,8              | 2,2                  |
| ЕП 2011.  | 11                 | 6,5            | 2,1              | 0,9                  |
| ОИ 2012.  | 6                  | 7,0            | 2,7              | 2,3                  |
| ЕП 2013.  | 11                 | 7,4            | 2,1              | 1,1                  |
| ЕП 2015.  | 9                  | 13.1           | 5.2              | 3.7                  |
| ОИ 2016.  | 6                  | 14.7           | 2.5              | 2.5                  |
| ЕП 2017.  | 6                  | 13.8           | 2.5              | 2.3                  |
| СП 2019.  | 8                  | 16.5           | 1.6              | 3.4                  |
| ОИ 2020.  | 5                  | 15.4           | 4.6              | 6                    |